# خانه گله‌داری سنندج
این بنا در محله قطار جیان، مجاور عمارت وکیل الملک و عمارت سرهنگ آزموده اردلان واقع شده‌است. ساختمان در دو طبقه با کاربری مسکونی ساخته شده و دارای دو بخش است. نوع معماری این بنا به معماری دیگر بناهای قدیمی مسکونی متفاوت است و در آن حیاط در مقابل ساختمان ساخته شده‌است در طبقه همکف، یک اتاق سه دری بزرگ که در طرفین آن دو راهرو با پله تعبیه شده، وجود دارد و در طبقه بالا، دو اتاق گوشوار، یک سالن بزرگ با اروسی زیبا، گچ‌بری‌ها و قاب‌بندی‌های زیبا ساخته شده‌است. تزیینات عمده این ساختمان شامل حجاری، درها، اروسی‌ها و آجر خفته و راسته و به ویژه اروسی سازی آن است که از ویژگی‌های بارز بنا محسوب می‌شود.